# Missandei
Missandei es un personaje ficticio de la saga literaria Canción de hielo y fuego de George R.R. Martin y de su adaptación televisiva Juego de tronos, donde cobra un mayor protagonismo.
El personaje de Missandei es una esclava que ejerce como traductora de Daenerys Targaryen, originaria de la ficticia isla de Naath. Hace su debut en la obra Tormenta de espadas en la saga literaria, mientras que en la serie televisiva hace su primera aparición en la tercera temporada, interpretada por la actriz Nathalie Emmanuel.

## Concepción y diseño
El personaje de Missandei es concebido de forma distinta en la saga literaria respecto a la versión televisiva. En Canción de hielo y fuego, el personaje de Missandei posee una importancia muy secundaria dentro de la obra, sin poseer capítulos desde su punto de vista, siendo la mayor parte de sus apariciones a través de los capítulos dedicados a Daenerys Targaryen, y a Barristan Selmy en Danza de dragones.
En la serie televisiva, Missandei posee una importancia mayor, como personaje principal y uno de los más cercanos consejeros de Daenerys Targaryen (interpretada por Emilia Clarke).
El principal punto que diferencia al personaje entre la obra literaria y la televisiva es la edad de Missandei; en la saga de Martin es descrita con una edad en torno a los 10/11 años, a lo largo de los sucesos de la saga; en la serie televisiva posee una edad visiblemente superior, pues la actriz Nathalie Emmanuel comienza a interpretar al personaje con 25 años de edad.

## Adaptación televisiva

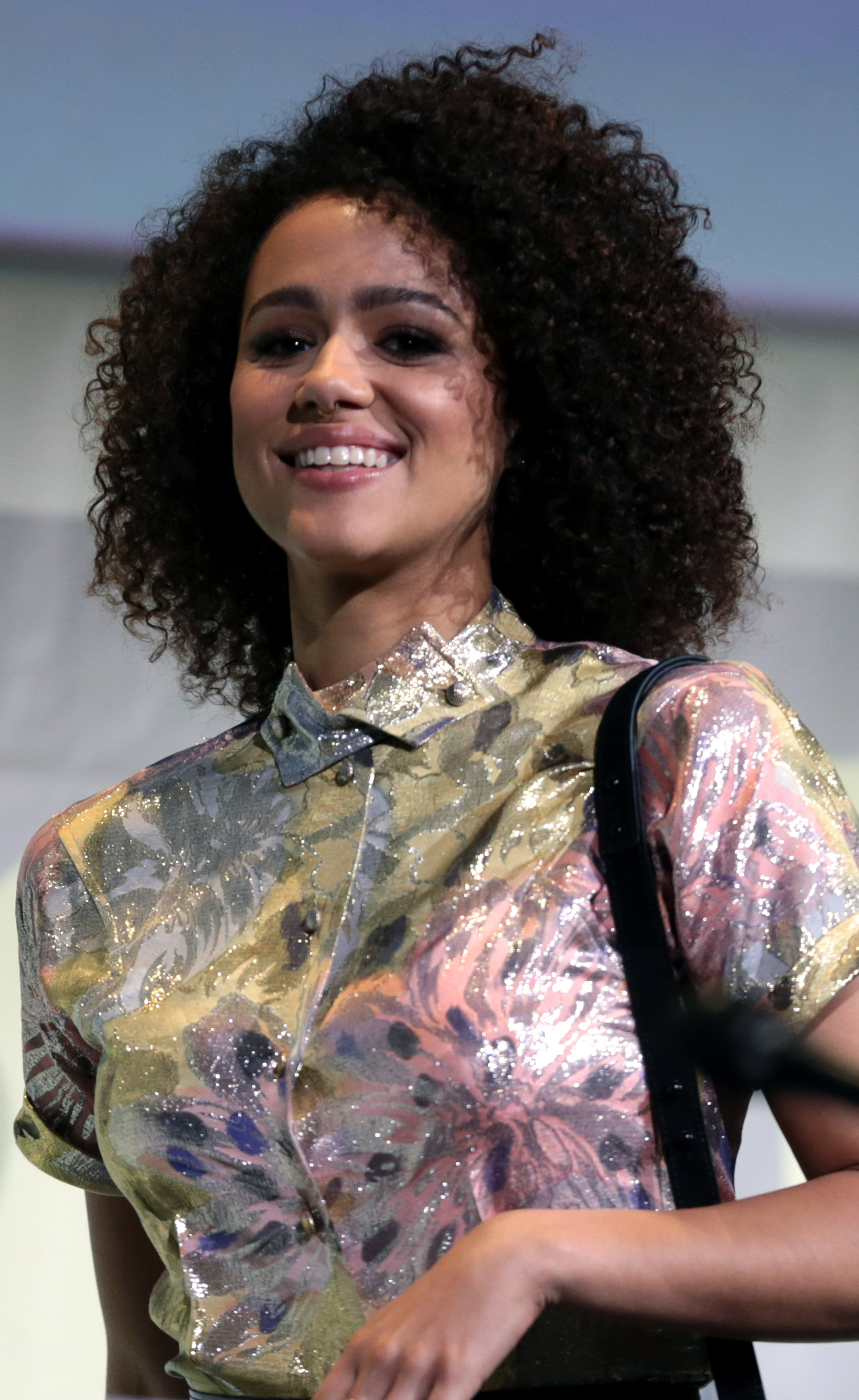
Nathalie Emmanuel interpreta a Missandei

### Tercera temporada
Missandei debuta en el episodio Valar Dohaeris, como una esclava que ejerce de intérprete de Kraznys mo Nakloz (Dan Hildebrand), uno de los Bondadosos Amos de Astapor, en las negociaciones con Daenerys Targaryen (Emilia Clarke). Daenerys llega a un acuerdo con los Bondadosos Amos: a cambio de entregarles un dragón, ellos le darán todos los Inmaculados de la ciudad, además incluye a Missandei como parte del trato. Daenerys acaba con los Bondadosos Amos y ordena la liberación de todos los esclavos de Astapor.
Missandei se convierte en una de los principales consejeros de Daenerys en el camino hacia Yunkai. Tras la caída de la ciudad esclavista, Missandei traslada a todos los esclavos de la ciudad las órdenes de Daenerys, decretando que ahora son todos libres.

### Cuarta temporada
En la cuarta temporada, Missandei inicia un acercamiento con Grey Worm (Jacob Anderson), el comandante de los Inmaculados. Ambos sienten una conexión instantánea y Missandei comienza a cuestionarse la naturaleza de los Inmaculados.
El ejército de Daenerys llega a la ciudad de Meereen, la cual cae en sus manos cuando los esclavos, convencidos por Grey Worm(Gusano Gris), se rebelan y abren las puertas de la ciudad.

### Quinta temporada
En Meereen, Missandei forma parte del consejo de Daenerys, la cual comienza a gobernar la ciudad con mano de hierro contra cualquiera que desacate sus órdenes.
Missandei cuida también de Gusano Gris, que cayó inconsciente tras luchar contra los Hijos de la Arpía (rebeldes de Meereen que se oponen al gobierno de Daenerys). Gusano Gris le declara su amor a Missandei, compartiendo ambos un beso.
Missandei asiste a la reapertura de los reñideros de Meereen. El espectáculo resulta ser una emboscada perpetrada por los Hijos de la Arpía, que comienzan a asesinar a los asistentes y tratan de acabar con la misma Daenerys, la cual es salvada en última instancia por Daario Naharis (Michiel Huisman), Jorah Mormont (Iain Glen) y los Inmaculados. También está presente cuando Drogon llega para rescatarlos y se lleva a Daenerys en su lomo lejos de Meereen.
Ante la falta de mando, Tyrion Lannister (Peter Dinklage) decide quedarse gobernando Meereen, junto a Missandei, ante la ausencia de Daenerys, mientras Daario Naharis y Ser Jorah acuden a buscar a la reina.

### Sexta temporada
Missandei, junto a Tyrion, Gusano Gris y Varys (Conleth Hill) son los encargados de gobernar la ciudad en la ausencia de Daenerys. Tyrion trata de establecer una relación más cercana con Missandei y Gusano Gris, los cuales no son muy extrovertidos.
Cuando los señores esclavistas de Astapor y Yunkai deciden combatir contra Daenerys, Missandei se opone a los planes de Tyrion de negociar con ellos, afirmando que los esclavistas sólo conocen el idioma de la violencia. Los temores de Missandei se confirman cuando los esclavistas rompen la tregua y atacan por sorpresa Meereen con una flota. La ciudad está a punto de caer, salvándose en última instancia gracias a la llegada de Daenerys, Drogon y su ejército de Dothrakis.
Cuando Daenerys decide partir finalmente hacia Poniente, Missandei acude con ella como parte de su consejo.

### Séptima temporada
Missansei se asienta en Rocadragón junto a Daenerys y el resto de su ejército.
Al enterarse de que Gusano Gris y los Inmaculados parten para atacar Roca Casterly, Missandei y Gusano Gris tienen su primer encuentro íntimo, compartiendo una escena de sexo que sería muy comentada en la prensa y redes sociales.
Missandei continúa al lado de la reina, recibiendo a Jon Nieve (Kit Harington) cuando éste llega para solicitar su ayuda en la lucha contra los Caminantes Blancos.
Los Lannister toman la ofensiva en la guerra, capturando Altojardín (uno de los aliados de Daenerys), destruyendo la flota aliada dorniense y sitiando a los Inmaculados en Roca Casterly. Daenerys decide que es momento de emplear a Drogon, produciéndose la Batalla del Camino Dorado.
Cuando Jon y Daenerys se unen en la lucha contra los Caminantes Blancos, Missandei se establece en Puerto Blanco, mientras ellos acuden al Norte.

### Octava temporada
Missandei viaja con Daenerys y los demás a Winterfell. Sintiéndose incómoda con las miradas hacia ellos en el Norte, ella convence a Gusano Gris de vivir en Naath después de que Daenerys gane el Trono de Hierro. Durante la Larga Noche, Missandei se refugia en las criptas de Winterfell y sobrevive al ataque de los reanimados Starks de las criptas. Después de la derrota a los Caminantes Blancos, ella va con las fuerzas de Daenerys a Dragonstone, pero son emboscados por la flota de Euron Greyjoy (Pilou Asbæk), asesinando a Rhaegal y capturando a Missandei. Ella es llevada a Desembarco del Rey ante Cersei Lannister (Lena Headey). Tyrion, Daenerys, Gusano Gris y Varys viajan a Desembarco del Rey y Tyrion le pide a Cersei que se rinda, pero ésta se niega y Gregor Clegane (Hafþór Júlíus Björnsson) decapita a Missandei.